# Valtra
Valtra es un fabricante de tractores con sede en Finlandia, propiedad de AGCO Corporation.

## Historia
Valtra tiene su origen en Valmet, Bolinder, Munktell y Volvo. Bolinder-Munktell fusionó con Volvo en 1950 para formar BM Volvo. En 1979, Volvo BM / Volvo BM y Valmet formaron una empresa conjunta para la fabricación de tractores, y los tractores fueron etiquetados como Volvo BM Valmet. El nombre se acortó a solo Valmet, después Volvo vendió su parte de la operación de tractores para Valmet. En 2001 adquirió Partek Valmet, y los tractores fueron renombrados Valtra-Valmet, y más tarde que fue acortado a solo Valtra. En 2002, Partek fue comprada por la KONE Corporation, y Valtra fue puesto a la venta. AGCO compró el negocio de tractores en 2004.
Valtra tiene fábricas en Finlandia y Brasil, con presencias en ambos lugares significativas. Valtra licencia Eicher de la India para construir tractores bajo las marcas Eicher Valtra y Euro energía. El Tractor Works Harkovsky (HTZ) de Ucrania firmó una carta de intención con Valtra en 1998 para una cooperación. La Compañía Hattat en Turquía comenzó a ensamblar Valtras en 2003.

## Innovación
Una característica definitoria de los Valtra N, S y T-series (y otra a mediados de antes y series de gama alta) es el sistema TwinTrac opcional. Entonces, el asiento se puede girar 180 grados para cumplir con un segundo conjunto de pedales y un volante más pequeño colocado en la parte trasera de la cabina. Esto permite al operador para conducir el tractor hacia atrás y utilizar implementos montados traseros de manera más eficiente.
Series de Valtra está fabricadas hoy en día:

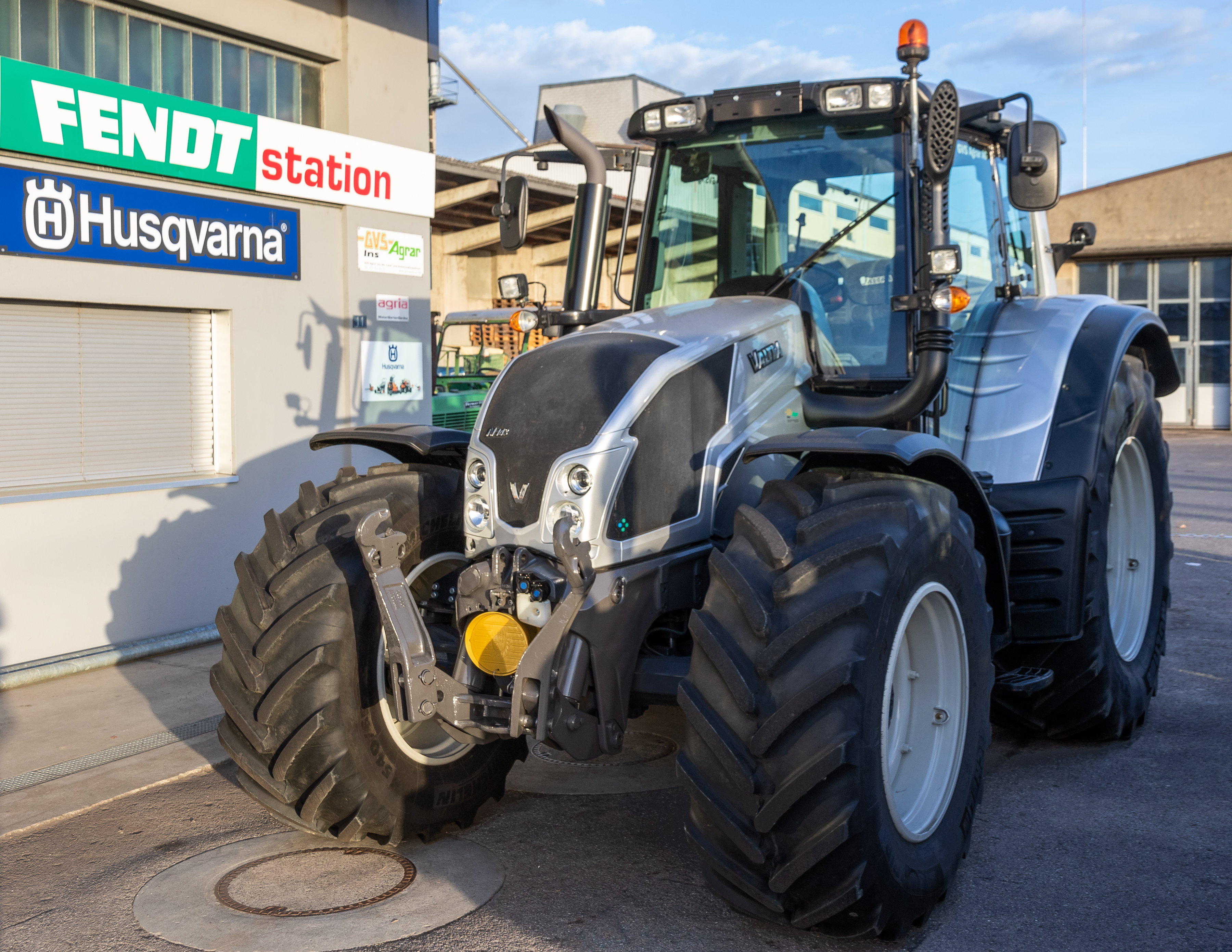
Valtra N 143

- Valtra S-series (270 a 370 CV) segunda generación (producción iniciada en 2009)
- Valtra T-series (139 a 211 CV)
- Valtra N-series (88 a 160 hp)
- Valtra E-Series (49 a 80 hp) cuyos modelos son los E 500,[3] E 600,[4] E 800,[5] entre otros.
- Valtra A-series (74-98 CV)
- Valtra 3000-series (52-76 CV)

Un conjunto diferente de modelos se producen en Brasil:
- Valtra BL (65-95 cv)
- Valtra BM (100-125 cv)
- Valtra BH (145-205 cv)
- Valtra BT (150-210 cv) con tecnología de punta más alta en comparación con la línea BH
- Valtra BC (cosechadores)
- Valtra BS (pulverizadores)

Valtra es también el único fabricante de tractores en el mundo en ofrecer una opción a la carta que significa que puede elegir cabina, color y otras opciones.
Una serie especial es fabricada en la Argentina desde 2014
- Valtra AR (140-210 cv)[6]